# 46. Berlini Nemzetközi Filmfesztivál
A 46. Berlini Nemzetközi Filmfesztivál 1996. február 15. és 26. között rendezték meg. A fesztivál zsűrielnöke Nyikita Szergejevics Mihalkov orosz színész és filmkészítő volt. Az Arany Medve díjat Ang Lee filmje, az Értelem és érzelem nyerte. A fesztiválon egy retrospektívvel emlékeztek meg William Wyler amerikai filmrendezőről, producerről és forgatókönyvíróról.

## Zsűri
Az alábbi emberek voltak a fesztivál zsűrijének tagjai:
- Nyikita Szergejevics Mihalkov, orosz színész, filmkészítő és producer - Zsűrielnök
- Gila Almagor, izraeli színésznő és forgatókönyvíró
- Vincenzo Cerami, olasz író, forgatókönyvíró és drámaíró
- Joan Chen, kínai-amerikai színésznő és rendező
- Ann Hui, hongkongi filmkészítő
- Peter Lilienthal, német filmkészítő
- Jürgen Prochnow, német színész
- Claude Rich, francia színész
- Fay Weldon, brit író és drámaíró
- Catherine Wyler, amerikai producer és művészeti igazgató
- Christian Zeender, svájci zenész

## Versenyben lévő filmek
Az alábbi filmek voltak versenyben az Arany Medve- és az Ezüst Medve-díjakért:
| Magyar cím               | Eredeti cím           | Rendező           | Ország                                        |
| ------------------------ | --------------------- | ----------------- | --------------------------------------------- |
| 12 majom                 | 12 Monkeys            | Terry Gilliam     | Amerikai Egyesült Államok                     |
| Vágy és virágzás         | Lust och fägring stor | Bo Widerberg      | Dánia, Svédország                             |
| Jeon tae-il              | 아름다운 청년 전태일  | Park Kwang-su     | Dél-Korea                                     |
| Egy nyár La Goulette-ben | صيف حلق الوادي        | Férid Boughedir   | Tunézia, Franciaország, Belgium               |
| Ments meg, Uram!         | Dead Man Walking      | Tim Robbins       | Egyesült Királyság, Amerikai Egyesült Államok |
| Extázis                  | Éxtasis               | Mariano Barroso   | Spanyolország                                 |
| A hűtlenség ára          | Faithful              | Paul Mazursky     | Amerikai Egyesült Államok                     |
| Szóljatok a köpcösnek!   | Get Shorty            | Barry Sonnenfeld  | Amerikai Egyesült Államok                     |
| Nagyhét                  | Wielki tydzień        | Andrzej Wajda     | Lengyelország                                 |
| Les menteurs             | Les menteurs          | Élie Chouraqui    | Franciaország                                 |
| Ma jiang                 | 麻將                  | Edward Yang       | Tajvan                                        |
| A gonosz csábítása       | Mary Reilly           | Stephen Frears    | Amerikai Egyesült Államok                     |
| Az én pasim              | Mon homme             | Bertrand Blier    | Franciaország                                 |
| Dokknegyed               | Portland              | Niels Arden Oplev | Dánia                                         |
| Változások kora          | Restoration           | Michael Hoffman   | Egyesült Királyság, Amerikai Egyesült Államok |
| III. Richárd             | Richard III           | Richard Loncraine | Egyesült Királyság, Amerikai Egyesült Államok |
| Értelem és érzelem       | Sense and Sensibility | Ang Lee           | Egyesült Királyság, Amerikai Egyesült Államok |
| Csendes éj               | Stille Nacht          | Dani Levy         | Németország, Svájc                            |
| Taiyang you er           | 太陽有耳              | Yim Ho            | Hongkong                                      |
| Vite strozzate           | Vite strozzate        | Ricky Tognazzi    | Olaszország, Franciaország, Belgium           |
| Ri guang xia gu          | 日光峡谷              | He Ping           | Kína                                          |
| Eno nakano bokuno mura   | 絵の中のぼくの村      | Yōichi Higashi    | Japán                                         |
| What I Have Written      | What I Have Written   | John Hughes       | Ausztrália                                    |

## Győztesek
- Arany Medve: Értelem és érzelem (Ang Lee)
- Zsűri Nagydíja: Vágy és virágzás (Bo Widerberg)
- Ezüst Medve díj a legjobb rendezőnek:
  - Yim Ho (Taiyang you er)
  - Richard Loncraine (III. Richárd)
- Ezüst Medve díj a legjobb színésznőnek: Anouk Grinberg (Az én pasim)
- Ezüst Medve díj a legjobb színésznek: Sean Penn (Ments meg, Uram!)
- Ezüst Medve díj egyedülálló teljesítményért: Yōichi Higashi (Eno nakano bokuno mura)
- Ezüst Medve díj a kiemelkedő művészi teljesítményért: Andrzej Wajda (Nagyhét)
- Alfred Bauer-díj: Vite strozzate
- Tiszteletbeli említések:
  - Ma jiang (Edward Yang)
  - Csendes éj (Dani Levy)
  - Ri guang xia gu (He Ping)
- Tiszteletbeli Arany Medve
  - Jack Lemmon
  - Elia Kazan
- Berlinale Kamera
  - Tschingis Aitmatov
  - Jodie Foster
  - Sally Field
  - Astrid Henning-Jensen
  - Volker Noth
- Kék Angyal díj
  - Vágy és virágzás (Bo Widerberg)
- FIPRESCI-díj
  - Taiyang you er (Yim Ho)

## Fordítás
- Ez a szócikk részben vagy egészben  a(z)   46th Berlin International Film Festival című angol Wikipédia-szócikk fordításán alapul.  Az eredeti cikk szerkesztőit annak laptörténete sorolja fel. Ez a jelzés csupán a megfogalmazás eredetét és a szerzői jogokat jelzi, nem szolgál a cikkben szereplő információk forrásmegjelöléseként.